# إعدام إردال إرين

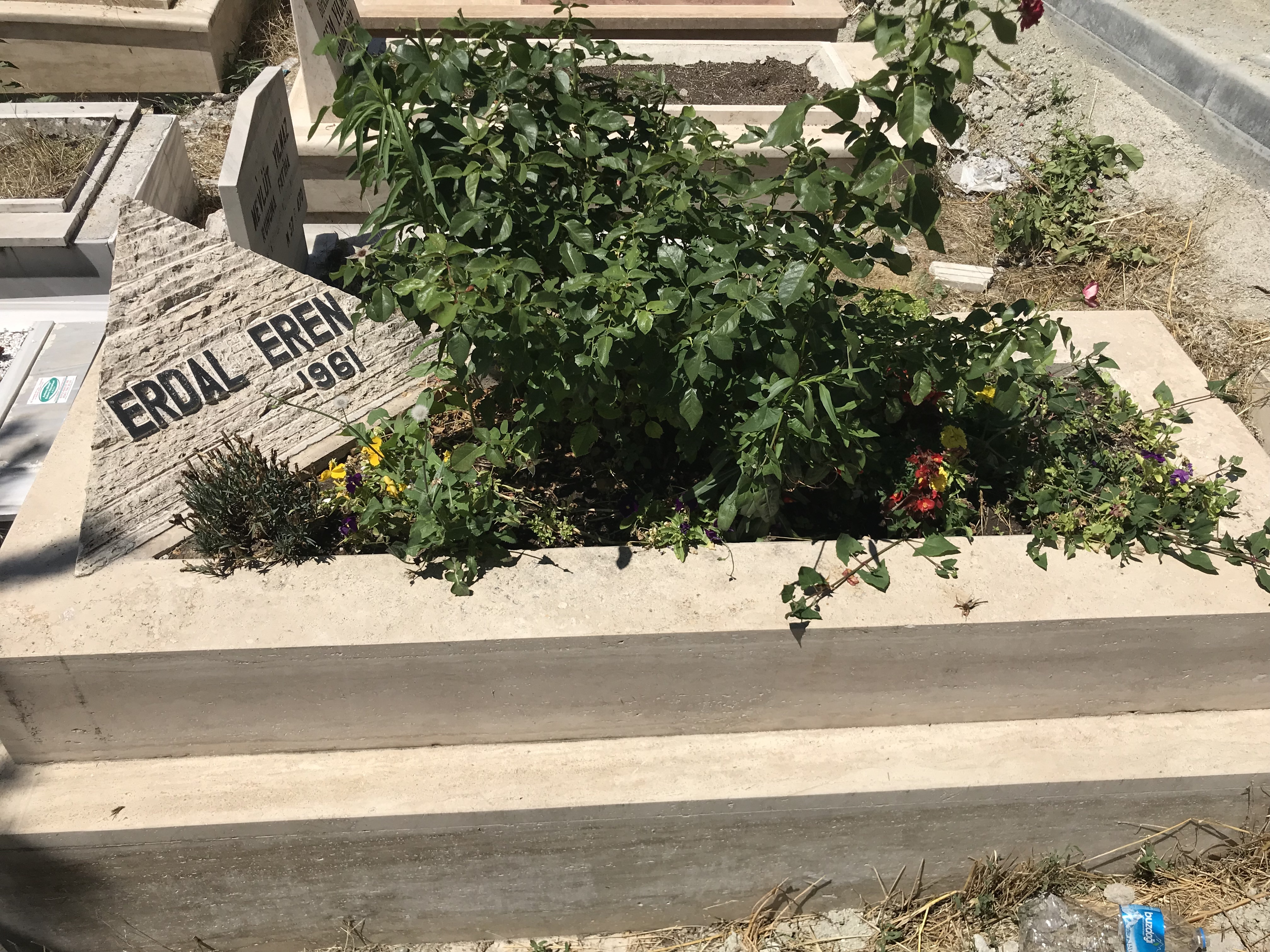
ضريح إردال إرين

تم إعدام إردال إرين شنقًا عقب الانقلاب العسكري في سبتمبر 1980 في تركيا. ولد إردال إرين في 25 سبتمبر 1961 (وبحسب اليساريين، فقد ولد عام 1964) في شبين قره‌ حصار، بغيرسون. أثار إعدامه غضب المجتمع التركي، حيث كان يبلغ من العمر 17 عامًا وقت إعدامه وفقًا لعائلته وأصدقائه. كان إرين طالبًا في مدرسة ثانوية مهنية في أنقرة وعضوًا في التيار الوطني الثوري الشبابي.
لقد قُبض عليه في 2 فبراير 1980 أثناء احتجاج على مقتل سنان سونر، الذي قُتل على يد أحد أفراد الأمن وهو Cengiz Gökçek [الإنجليزية] المنتمي لحزب الحركة القومية. أثناء الاحتجاج، هرب إرين من مواجهة مع الشرطة، لكن تم القبض عليه لاحقًا. تم إطلاق النار على الضابط الذي أمسك به Zekeriya Önge [zekeriya Önge] بعد لحظات قليلة. حوكم إرين وحُكم عليه بالإعدام بتهمة القتل في 19 مارس. أثناء المحاكمة، أنكر إرين قتل أونجي، وشهد الشهود بأن طرفًا ثالثًا أطلق النار على ضابط الشرطة من الخلف. لقد زاره في السجن الصحفي سافاش آي وأجرى مقابلة معه قبل وقت قصير من إعدامه. تم شنق إرين في 13 ديسمبر 1980 في متحف سجن Ulucanlar ودفن في مقبرة قارشي ياكا. ادعى قائد الانقلاب، كنعان أورن، أن إرين كان إرهابيًا وأنه قتل أونجي بإطلاق النار عليه من الخلف.

## الإرث
في كل عام، كان المشيعون يعقدون لقاءات في ذكراه عند قبره، كما كرس العديد من الفنانين فنهم وأغانيهم لذكراه. قام أحمد كايا، وفرقة يوروم، وسيزين آكسو، وتيومان بتسجيل أغاني في ذاكرته.